# 학사모

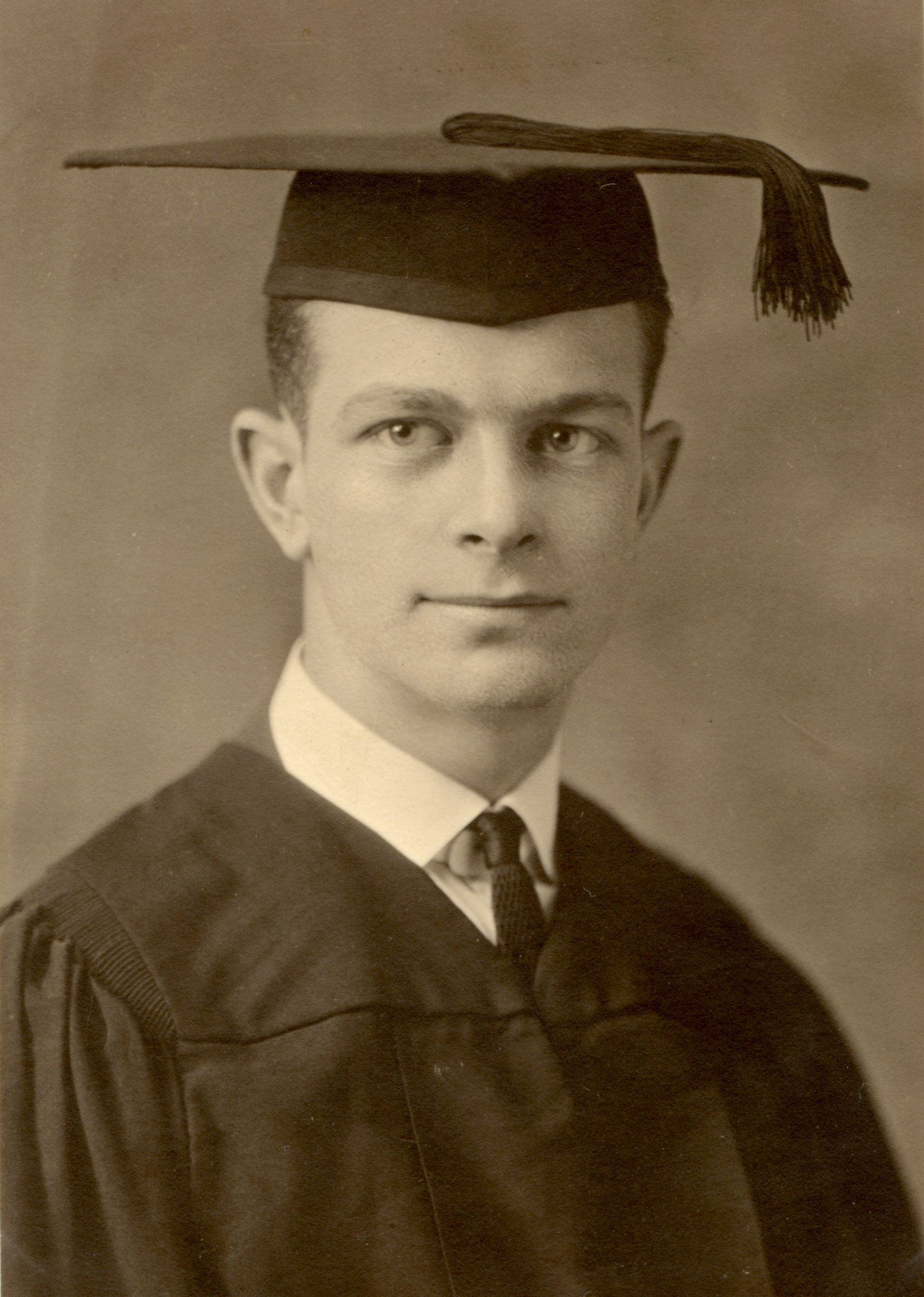
라이너스 폴링이 1922년 착용한 학사모

학사모(學士帽, 영어: square academic cap, graduate cap, mortarboard, Oxford cap, square, trencher, corner-cap)는 대학교의 졸업식에서 착용하는 모자이다. 대학교의 졸업식에 참석하는 졸업생과 교수들이 착용하며 방문객과 축하객들은 착용하지 않는다. 졸업식에서 취득하는 학위에 따라 석사모(碩士帽), 박사모(博士帽)라고도 부른다.

## 같이 보기
- 졸업 예복
- 졸업
- 사각모